# William Walker (homme politique)
Pour les articles homonymes, voir William Walker (homonymie) et Walker.
William Walker dit Bill Walker, né le 16 avril 1951 à Fairbanks, est un avocat et homme politique américain, gouverneur de l'Alaska de 2014 à 2018.

## Biographie
Maire de Valdez (Alaska) sous la bannière du Parti républicain de 1979 à 1980, Bill Walker se présente aux primaires destinées à choisir le candidat à l'élection du gouverneur de l'Alaska en 2010. Il est défait par Sean Parnell, qui est réélu gouverneur en novembre de la même année. Quatre ans plus tard, Walker se présente cette fois-ci comme indépendant et remporte l'élection du 4 novembre 2014, en obtenant 48,1 % des voix, devançant Sean Parnell, qui recueille 45,88 %. Le 1er décembre suivant, Bill Walker est investi nouveau gouverneur.
Il se porte candidat pour un nouveau mandat lors de l'élection de novembre 2018, mais au cours de la campagne, le lieutenant-gouverneur Byron Mallott démissionne de son poste pour des propos « inappropriés », non révélés au public. Le 19 octobre, à trois jours du début du vote anticipé, Walker annonce qu’il suspend sa campagne et apporte son soutien au candidat démocrate Mark Begich contre le républicain Mike Dunleavy. Son nom reste cependant sur les bulletins de vote.
Le 17 août 2021, il annonce se présenter une nouvelle fois au poste de gouverneur, lors de l'élection de 2022. Il arrive en troisième position de la primaire transpartisane d'août 2022 et se qualifie pour l'élection générale du 8 novembre, qu'il perd contre le sortant républicain Mike Dunleavy,.